# Antilleptostylus nigricans
Antilleptostylus nigricans är en skalbaggsart som först beskrevs av Fisher 1935.  Antilleptostylus nigricans ingår i släktet Antilleptostylus och familjen långhorningar. Inga underarter finns listade i Catalogue of Life.